# Andrea Garosio
Andrea Garosio (Chiari, 6 dicembre 1993) è un ex ciclista su strada italiano, scalatore, è stato professionista dal 2019 al 2024.

## Carriera
Passato nel 2018 al team Continental D'Amico-Utensilnord, ottiene il settimo posto al Giro della Regione Friuli Venezia Giulia; negli ultimi mesi dell'anno gareggia come stagista per il team World Tour Bahrain-Merida, partecipando tra gli altri alla Milano-Torino e al Gran Piemonte. Nel 2019 completa ufficialmente il salto nel professionismo con il team Bahrain-Merida e debutta al Giro d'Italia come gregario di Vincenzo Nibali.
Nel 2020 cambia casacca accasandosi alla Vini Zabù, dove non ottiene piazzamenti rilevanti, e nel 2021 si trasferisce alla Bardiani-CSF-Faizanè, dove conquista la classifica scalatori del Giro di Slovacchia. Nel 2022, rimane inizialmente svincolato, per poi essere ingaggiato dalla Biesse-Carrera: ottiene subito un ottimo risultato, aggiudicandosi la classifica scalatori della Settimana Internazionale di Coppi e Bartali.

## Palmarès
- 2010 (Juniores)

Trofeo Emilio Paganessi
- 2014 (Zalf Euromobil Désirée Fior Elite/Under-23)[2]

Coppa d'Inverno
- 2015 (Team Colpack Elite/Under-23)[3]

2ª tappa Giro Ciclistico Pesca e Nettarina di Romagna Igp (Lugo > Castel del Rio)
- 2016 (Team Colpack Elite/Under-23)[4]

Coppa Varignana
Cronoscalata Gardone Val Trompia-Prati di Caregno (cronometro)
Gran Premio Città di Bosco Chiesanuova
- 2017 (Team Colpack Elite/Under-23)[5]

Ciriè Pian della Mussa
Gran Premio Chianti Colline d'Elsa
Gran Premio Colli Rovescalesi

### Altri successi
- 2021 (Bardiani-CSF-Faizanè)

Classifica scalatori Okolo Slovenska
- 2022 (Biesse-Carrera)

Classifica scalatori Settimana Internazionale di Coppi e Bartali

## Piazzamenti

### Grandi Giri
- Giro d'Italia

2019: 98º

### Classiche monumento
- Giro di Lombardia

2019: 69º
2020: 40º
2021: 49º
2023: 86º
2024: ritirato

### Competizioni europee
- Campionati europei

Offida 2011 - In linea Juniores: 30°